# Fyrfläckig snabblöpare
Fyrfläckig snabblöpare (Bembidion quadrimaculatum) är en skalbaggsart som beskrevs av Linnaeus. Fyrfläckig snabblöpare ingår i släktet Bembidion och familjen jordlöpare. Arten är reproducerande i Sverige. Inga underarter finns listade i Catalogue of Life.

## Bildgalleri

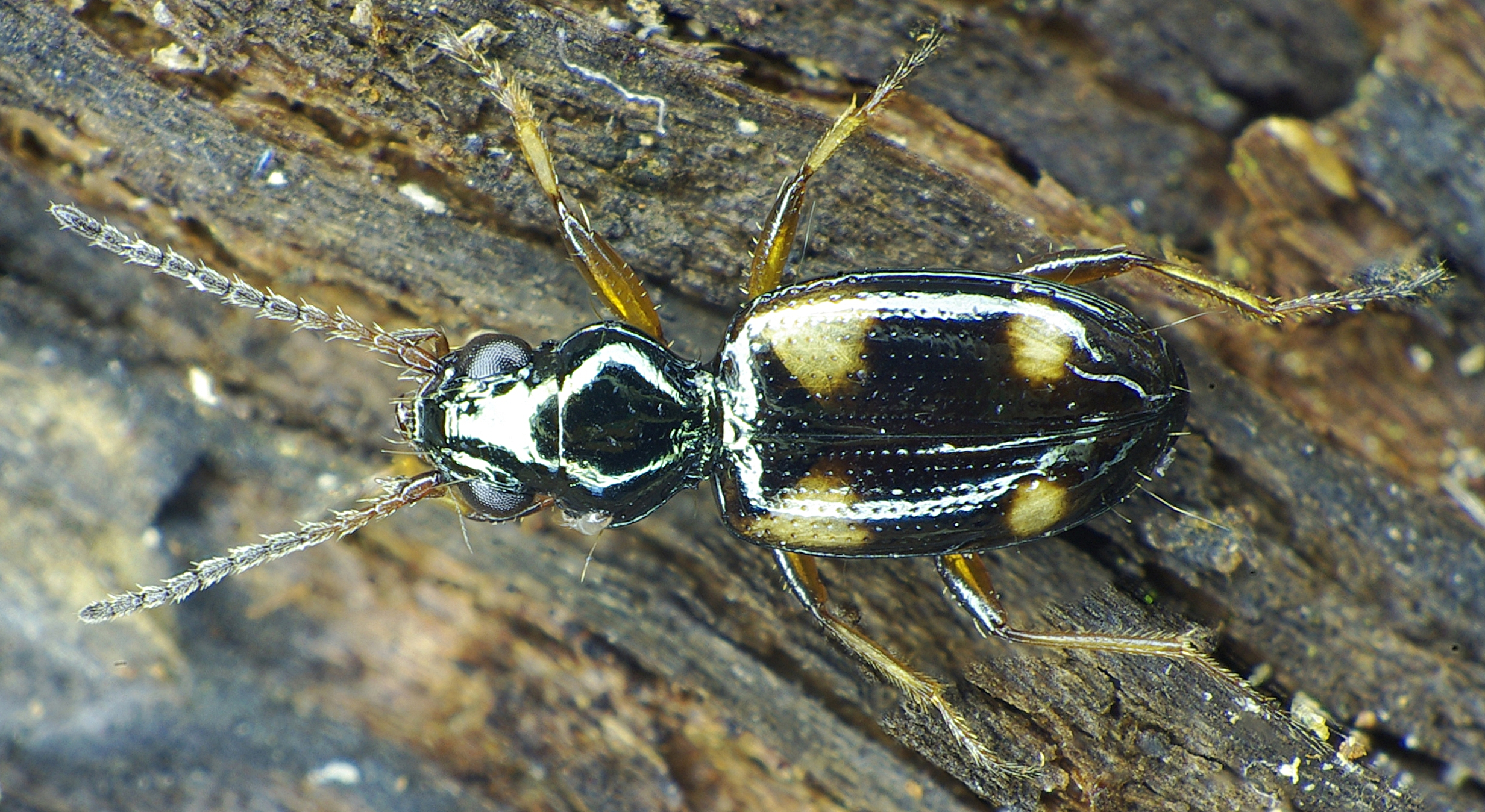
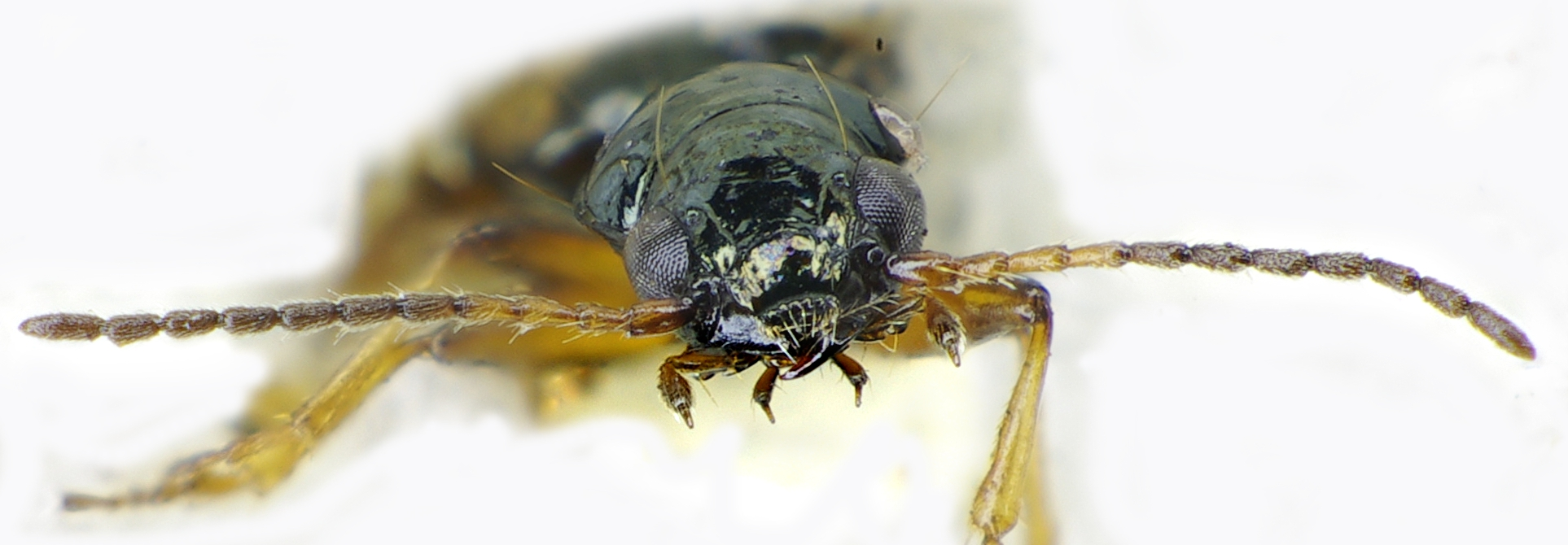
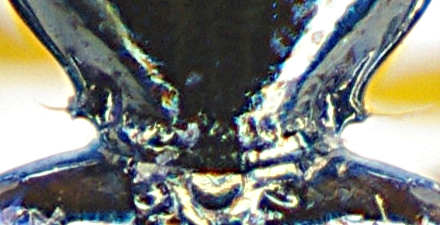
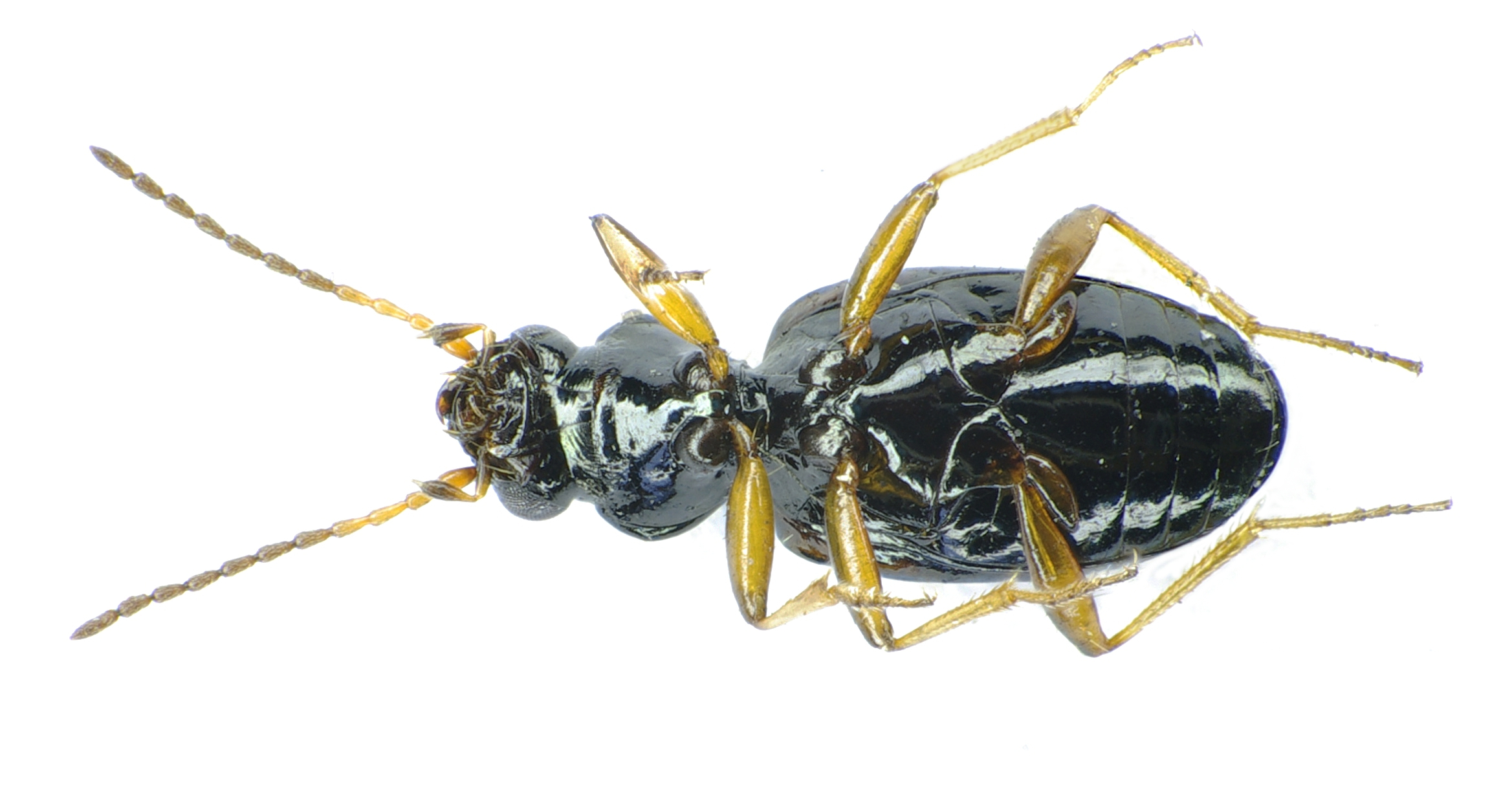